# Vertisol

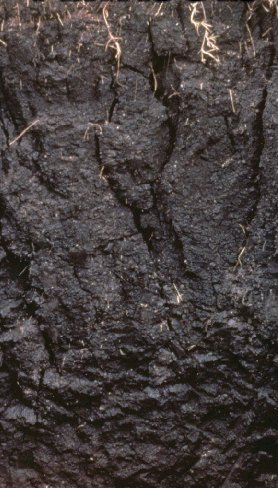
Vertisol.

En pédologie ou science du sol, le vertisol est un sol riche en argile du type 2/1 c'est-à-dire contenant une couche d'oxyde d'aluminium enserrée par deux couches de tétraèdres de silice. Il s'agit de smectite qui comprend en particulier le type « montmorillonite ». On trouve d'ailleurs, dans la littérature un peu ancienne, le terme « montmorillonite » pour caractériser les argiles des vertisols. On sait maintenant qu'il s'agit souvent de types voisins de la montmorillonite mais avec du fer dans le réseau cristallin.
Le principal est que les smectites sont des argiles qui gonflent ou dégonflent en fonction de leur teneur en eau. Les vertisols sont donc affectés de fentes de retrait à la dessiccation (photo) et de phénomènes de pression au gonflement ce qui provoque l'ondulation de la surface du sol (relief gilgaï) et qui rend ces sols peu adaptés aux constructions. Ils sont difficiles à travailler mais productifs. On les trouve en milieu méditerranéen (ex : Sicile) et tropical sec (ex : Tchad). En gonflant et se rétractant les feuillets des argiles piègent un peu de matière organique si bien que ces sols argileux très caractéristiques sont souvent brun foncé ou même complètement noirs.
Les vertisols sont un groupe de référence dans la Base de référence mondiale pour les ressources en sols et dans le référentiel pédologique français et un ordre dans la Taxonomie des sols de l'USDA.